# Karl von Kügelgen

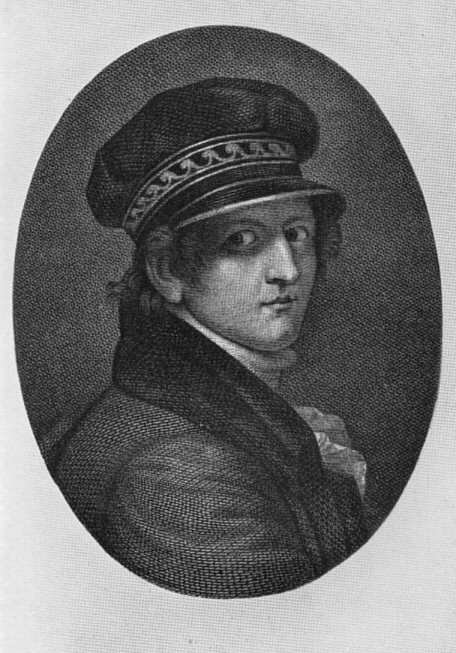
Gerhard von Kügelgen – Stich nach einem Selbstportrait, unter anderem abgebildet in Hasse, Friedrich Christian August, (1773–1848). Das Leben Gerhards von Kügelgen, erzählt von F. Ch. A. Hasse ; Mit dem Bildnisse des Künstlers und acht Umrissen von seinen Gemälden; nebst einigen Nachrichten aus dem Leben des k[aiserlich] russ[ischen] Cabinetsmalers Karl von Kügelgen. Leipzig : Brockhaus 1824

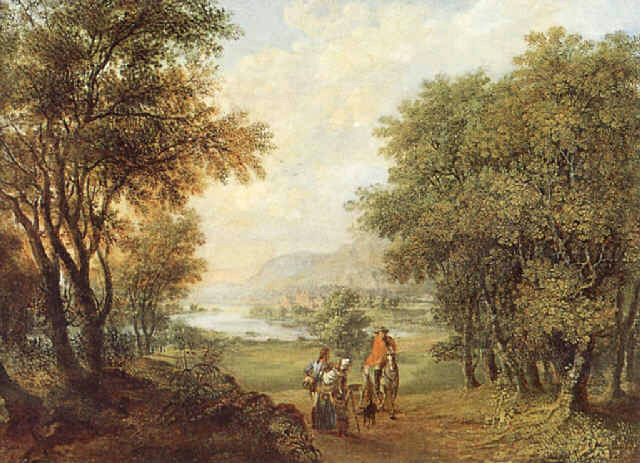
Weite, bewaldete Flusslandschaft mit einem Reiter und Bettlern. Öl auf Leinwand. 33 × 42 cm

Johann Karl Ferdinand von Kügelgen (* 6. Februar 1772 in Bacharach am Rhein; † 9. Januar 1832 in Reval) war Landschafts- und Historienmaler, russischer Hof- und Kabinettmaler in Sankt Petersburg, Mitglied der Kaiserlich-Russischen Akademie der Künste in St. Petersburg und Mitglied der Königlich Preußischen Akademie der Künste in Berlin.

## Familie, Umfeld
Karl von Kügelgens Zwillingsbruder Gerhard von Kügelgen war als Porträt- und Historienmaler in Dresden tätig. Nach seiner Gymnasialzeit in Bonn, die er gemeinsam mit seinem Bruder verbrachte, studierte er ab 1789 an der ersten Bonner Universität Philosophie. Er immatrikulierte sich gemeinsam mit Ludwig van Beethoven. 1790 ging er nach Frankfurt am Main und nach Würzburg, um Malerei zu lernen. Unter anderem war er in der Werkstatt des Johann Christoph Fesel tätig. 1791 bekam er gemeinsam mit seinem Bruder vom Bonner Kurfürsten Maximilian Franz von Österreich ein Stipendium für Rom. 1796 zog Karl von Kügelgen mit den Musikern Andreas Romberg und Bernhard Romberg weiter nach Wien und später nach Riga.
Karl von Kügelgen heiratete 1807 Emilie Zoege von Manteuffel. Sein ältester Sohn Konstantin von Kügelgen (1810–1880) wurde ebenfalls Landschaftsmaler.

## Werke
Landschaftszeichnungen und Gemälde, unter anderem von der Krim, aus Finnland und Estland.